# Judy Loman
Judith Ann „Judy“ Loman (geborene Leatherman; * 3. November 1936 in Goshen/Indiana) ist eine US-amerikanische Harfenistin und Musikpädagogin.

## Leben
Loman studierte zwischen 1947 und 1956 Harfe bei Carlos Salzedo in der Salzedo Harp Colony in Camden und am Curtis Institute of Music in Philadelphia und war dann Assistentin von Salzedo im Salzedo Harp Ensemble. Sie zog 1957 nach Toronto und wurde 1959 Erste Harfenistin im Toronto Symphony Orchestra (TSO), dem sie bis 2002 angehörte. Sie nahm als Solistin an den Tourneen des Orchesters 1965 durch Europa, 1979 durch Kanada und die USA und 1987 durch Nordkanada und die Arktis teil und spielte mit dem Orchester die Uraufführungen vieler teils für sie komponierter Werke.
Unter anderem spielte sie mit dem TSO John Weinzweigs Harfenkonzert, bei der Europatournee 1965 Harry Somers’ Suite für Harfe und Kammerorchester, 1988 R. Murray Schafers Konzert für Harfe und Orchester und 2002 Kelly-Marie Murphys Konzert für Harfe und Orchester. Weiterhin spielte sie die Uraufführungen von Schafers Crown of Ariadne (1979, ihre Aufnahme wurde mit einem Juno Award als bestes klassisches Album ausgezeichnet) und Theseus, Weinzweigs 15 Pieces for Harp (1986), Glenn Buhrs Tanzmusik (1987) und 2011 beim World Harp Congress in Toronto Murphys Trio für Flöte, Bratsche und Harfe. Auch Robert Turner und John Felice komponierten Werke für sie.
Als Solistin hatte Loman auch Auftritte mit dem Calgary Philharmonic, dem Edmonton Symphony Orchestra und dem CBC Vancouver Orchestra und gab Recitals im Radio- und Fernsehprogramm der CBC, beim Elora Festival und Stratford Festival. 2016 erschien ein Doppelalbum, auf dem sie und die Harfenistinnen Lori Gemmell und Heidi Krutzen alle Kompositionen Schafers für Harfe spielen.
Nach ihrem Rückzug aus dem TSO widmete sich Loman verstärkt ihrer Lehrtätigkeit am Curtis Institute, an der Universität Toronto und an der Glenn Gould School des Konservatoriums von Toronto sowie weltweit bei Meisterklassen. Zu ihren Schülern zählen Gianetta Baril, Nora Bumanis, Sarah Davidson, Erica Goodman, Coline-Marie Orliac, Elizabeth Volpe und Sharlene Wallace. 2015 wurde sie als Member des Order of Canada ausgezeichnet. Bis zu dessen Tod 2007 war sie mit dem Trompeter Joseph Umbrico verheiratet.